# ГЕС Sìnánjiāng
ГЕС Sìnánjiāng (泗南江水电站) — гідроелектростанція на півдні Китаю у провінції Юньнань. Використовує ресурс із річки Sinan, лівої притоки Амо, котра в свою чергу є лівою твірною Лісяньцзян (у В'єтнамі — Да), правої притоки Хонгхи (біля Хайфона впадає у Тонкінську затоку Південно-Китайського моря).
У межах проекту річку перекрили кам'яно-накидною греблею із бетонним облицюванням висотою 115 метрів та довжиною 344 метри. Вона утримує водосховище з об'ємом 271 млн м3, в якому припустиме коливання рівня поверхні між позначками 860 та 900 метрів НРМ.
Зі сховища під лівобережним гірським масивом прокладений дериваційний тунель, котрий транспортує ресурс до наземного машинного залу. Останній розташований уже на лівому березі Амо за 5 км нижче від устя Сінан (всього відстань між греблею та машинним залом по руслах зазначених річок становить до 20 км).
Основне обладнання станції становлять три турбіни типу Френсіс потужністю по 67 МВт, які забезпечують виробництво 908 млн кВт-год електроенергії на рік.
Видача продукції відбувається по ЛЕП, розрахованій на роботу під напругою 220 кВ.